# 鶴ヶ浜温泉
鶴ヶ浜温泉（つるがはまおんせん）は、山口県下松市平田（旧国周防国）にある温泉。
健康ランドであるくだまつ健康パーク内に湧出する温泉であり、他に鶴ヶ浜温泉の源泉を利用している施設等はない。源泉は加水・循環で使用している。

## 泉質
- 塩化物冷鉱泉

## 周辺環境
県道366号線沿いに立地する「くだまつ健康パーク」で入浴可能。露天風呂からはゴルフ場と笠戸湾を望むことができる。

## アクセス
- 山陽自動車道・徳山東ICより車で約10分。
- 山陽本線・櫛ケ浜駅または下松駅下車、タクシーで約5分。
- 防長交通バス・下松駅 - 徳山駅（櫛ケ浜経由）線で「下松健康パーク前」下車